# Ledce, Mladá Boleslav
Ledce là một làng thuộc huyện Mladá Boleslav, vùng Středočeský, Cộng hòa Séc.